# Terlivka, Letîciv
Terlivka (în ucraineană Терлівка) este un sat în comuna Rudnea din raionul Letîciv, regiunea Hmelnîțkîi, Ucraina.

## Demografie
Componența lingvistică a localității Terlivka
     Ucraineană (98,35%)
     Rusă (1,65%)
Conform recensământului din 2001, majoritatea populației localității Terlivka era vorbitoare de ucraineană (98,35%), existând în minoritate și vorbitori de rusă (1,65%).